# Kastamonu Belediyesi GSK
Kastamonu Belediyesi GSK (în turcă Kastamonu Belediyesi Gençlik Spor Kulübü), prescurtat Kastamonu Bld. GSK, este o echipă de handbal feminin din Turcia, secție sportivă a clubului cu același nume sponsorizat de Municipalitatea Kastamonu. Echipa joacă în Superliga Turcă de Handbal.

## Culori
Culorile clubului sunt alb, roșu și negru.

## Istoric
Echipa Kastamonu Bld. GSK s-a întărit începând cu iulie 2016, prin aducerea mai multor jucătoare notabile precum turcoaicele Yeliz Yılmaz și Serpil İskenderoğlu, precum și handbalistele străine Maja Kožnjak, Martina Pavić, Ivana Zafirova și Dorina Cărbune. În sezonul 2015–16, echipa a concurat în Cupa Challenge. Din sezonul 2017-18, Kastamonu evoluează în Cupa EHF. 

## Palmares
- Superliga Turcă de Handbal:
  - Câștigătoare: 2017
  - Locul 3: 2014–15.[5]

- Cupa Challenge:
  - Finalistă: 2016

- Cupa EHF
  - Semifinalistă: 2018

## Echipa

### Echipa în sezonul 2018-2019
| Portari - Ljubica Nenezić - Anca Rombescu Extreme - Fatmagül Sakızcan - Yasemin Güler - Yana Uskova Pivoți - Ceren Demirçelen - Lence Ilkova | Linia de 9 metri Interi stânga - Aslı İskit - Elif Sıla Aydın Centri - Serpil İskenderoğlu Interi dreapta - Olga Laiuk - Iulia Snopova |

### Transferuri
| Sosiri - Ceren Demirçelen (Pivot) - Fatmagül Sakızcan (Extremă stânga) - Aslı İskit (Inter stânga) - Lence Ilkova (Pivot) - Olga Laiuk (Inter dreapta) - Iulia Snopova (Inter dreapta) | Plecări - Yeliz Yılmaz (Inter dreapta) - Natalia Koțina (Extremă stânga) - Žana Marić (Inter dreapta) - Kristina Elez (Inter stânga/Centru) (la Fleury Loiret HB) - Anastasia Sinițîna (Inter stânga) - Elaine Gomes (Pivot) |

## Banca tehnică
Conform paginii oficiale a clubului:
| Naționalitate și nume | Ocupație           |
| --------------------- | ------------------ |
| Hakan Günal           | Antrenor principal |
| Erdal Kaynak          | Antrenor secund    |
| Orhan Şimşek          | Preparator fizic   |

## Conducerea administrativă
Conform paginii oficiale a clubului:
| Naționalitate și nume | Ocupație             |
| --------------------- | -------------------- |
| Tahsin Babaş          | Președinte de onoare |
| Hüdaver Eski          | Președinte           |
| Bülent Bıyıklı        | Vicepreședinte       |
| Ahmet Cevher          | Director tehnic      |

## Foste jucătoare notabile
- Serpil Çapar
- Derya Tınkaoğlu